# 安藤家季
安藤 家季（あんどう いえすえ、生没年不詳）は、鎌倉時代末期から南北朝時代にかけての陸奥国の武将。幼名は犬二郎丸と見られている。安藤五郎次郎と称した。父は安藤氏の乱の一方の当事者であると思われる安藤宗季、兄は師季（高季）と伝えられる。本姓は安倍。最初南朝方、後に北朝方に与した。

## 生涯
元徳2年6月14日（1330年6月30日）、兄高季が父宗季から津軽西浜の所領を譲られた際、「又犬二郎丸が事、扶持を加へて愛をしく当たるべし」と記載されている。
元弘3年（1333年）、名越時如、安達高景等が、新田義貞等により陥落した鎌倉から津軽に落ち延びてくると、大光寺城に籠城し大光寺合戦が起こった。このとき、家季は兄高季とともに朝廷方として参戦したと見られ、翌建武元年（1334年）から建武2年（1335年）には兄高季は本領を北畠顕家に安堵されている。しかしこのころと見られている顕家御教書によると、顕家は家季が津軽と外ヶ浜を押領しようと足利方には顕家から預かったと主張し陸奥国府には足利から預かったと称している様子を「不審極まりなく候」と見ていたことが分かる。
その後、高季、家季兄弟は北朝方につき、建武3年（1336年）には家季が斯波家長により津軽合戦奉行に命ぜられ、南朝方の南部氏を根城に攻撃している。しかし、南部氏に伝わる史料によると、建武4年/延元2年（1338年）には一見状の発給元が兄師季に代わっており、これ以降家季に関する史料は見えない。